# Кремянка (приток Суводи)
Кремянка — река в России, протекает в Верхошижемском районе Кировской области. Устье реки находится в 32 км по правому берегу реки Суводь. Длина реки составляет 11 км.
Исток реки в урочище Самсыги севернее деревни Максаки, река течёт на юг по ненаселённому лесу, впадает в Суводь юго-восточнее села Мякиши.

## Данные водного реестра
По данным государственного водного реестра России относится к Камскому бассейновому округу, водохозяйственный участок реки — Вятка от города Котельнич до водомерного поста посёлка городского типа Аркуль, речной подбассейн реки — Вятка. Речной бассейн реки — Кама.
Код объекта в государственном водном реестре — 10010300412111100037594.